# Mary Shadow
Mary Merrill Shadow (Winchester, 17 de julio de 1925-Bad Steben, 2 de enero de 1992) fue una política y académica estadounidense que se desempeñó en la Cámara de Representantes de Tennessee del décimo distrito flotante de 1949 a 1953, como miembro del Partido Demócrata.
Shadow nació en Winchester, Tennessee, en 1925, y se educó en la Universidad Wesleyana de Tennessee, la Universidad de Alabama y la Universidad de Kentucky. Derrotó al representante entonces en el cargo Walter White por un escaño en la cámara estatal y sirvió hasta 1953. Fue delegada a la Convención Nacional Demócrata de 1956 y se postuló sin éxito para ser delegada a la convención constitucional de Tennessee y para un escaño en la Cámara de Representantes de Nuevo México.

## Primeros años y educación
Mary Merrill Shadow nació en Winchester, Tennessee, el 17 de julio de 1925, hija de Willis Albert Shadow y Mary Merrill Ermlich. Recibió una beca para la Universidad de Tennessee en Chattanooga en 1943. Se graduó de la Universidad Wesleyana de Tennessee en 1945, de Universidad de Tennessee en 1947 y de la Universidad de Alabama y la Universidad de Kentucky con una Maestría en Administración Pública en 1948. Se casó con David L. Hill el 31 de diciembre de 1950, con quien tuvo siete hijos.
Shadow se convirtió en profesora de ciencias políticas en Wesleyan en 1948. Fue nombrada presidente juvenil de la campaña de recaudación de fondos de $ 10 millones de la Universidad Cristiana Internacional en 1950.
Shadow fue miembro del Garden Club of America, la Liga de Mujeres Votantes, y la Asociación Estadounidenses de Mujeres Universitarias.

## Carrera
Shadow era un oponente de la maquinaria política de E. H. Crump. Después de la Batalla de Athens, escribió un artículo de investigación sobre el gobierno del condado de McMinn, Tennessee. Se convirtió en secretaria-tesorera del Club Democrático Joven del condado de Meigs en 1949. Se convirtió en presidenta de las divisiones de actividades universitarias en los Clubes Democráticos Jóvenes de América.
Shadow anunció su campaña por la nominación demócrata para un escaño en la Cámara de Representantes de Tennessee del décimo distrito flotante el 25 de abril de 1948. Derrotó al representante titular Walter White y al candidato republicano Earl Mack Smith en las elecciones de 1948 después de gastar $270. Fue la única mujer elegida para la legislatura estatal en esa elección y la primera mujer soltera elegida para la legislatura estatal, recibiendo catorce propuestas de matrimonio después de su victoria. Anunció su campaña de reelección el 2 de junio de 1950 y derrotó a White en las elecciones. No buscó la reelección en 1952 y fue sucedida por J. R. Fischesser.
Shadow fue seleccionada como secretaria del caucus demócrata en la cámara estatal en 1949. El Cuerpo de Prensa de Tennessee la votó como «uno de los cinco miembros más capaces y efectivos de la Cámara de Representantes» durante la 77.ª sesión. Fue miembro de una delegación enviada por la Asamblea General de Tennessee a la segunda investidura presidencial de Harry S. Truman. Durante su mandato en la cámara estatal, sirvió en los comités de Finanzas y Medios y Arbitrios.
Shadow se postuló para representar al condado de Davidson, Tennessee, como delegada a una convención constitucional en las elecciones de 1952, pero perdió. Fue delegada a la Convención Nacional Demócrata de 1956 de Nuevo México y apoyó a Adlai Stevenson.

## Vida posterior
Shadow y su familia se mudaron a Nuevo México en 1952. Se postuló para un escaño en la Cámara de Representantes de Nuevo México en las elecciones de 1956 y fue la única candidata demócrata a la cámara estatal, pero perdió ante el candidato republicano Thomas R. Roberts. Su familia se mudó a Connecticut en 1958, donde se convirtió en profesora de jardinería y nutrición. Su marido trabajaba como físico nuclear teórico. Murió el 2 de enero de 1992 en Bad Steben, Alemania.

## Posiciones políticas
Shadow apoyó la reescritura de la Constitución de Tennessee. Propuso legislación para permitir que las mujeres participen en pequeños y grandes jurados. Ella apoyó la legislación para derogar la legislación contra los acuerdos closed shop. Apoyó la eliminación de impuestos electorales. Propuso una derogación en 1951 de la Ley Butler que impedía la enseñanza de la evolución humana en las escuelas públicas. La ley no fue derogada hasta 1967.

## Obras citadas
- Cornwell, Ilene (1989). Biographical Directory of the Tennessee General Assembly Volume IV: 1931-1951. Tennessee Historical Commission. ISBN 0874020085.

- Datos: Q117006792